# Stazione di Kawama
La stazione di Kawama (川間駅?, Kawama-eki) è una stazione ferroviaria situata nella città giapponese di Noda della prefettura di Chiba, ed è servita dalla linea Tōbu Noda delle Ferrovie Tōbu.

## Linee
Ferrovie Tōbu
● Linea Tōbu Noda

## Struttura
La stazione è realizzata in superficie, con un marciapiede a isola e due binari passanti. Il fabbricato viaggiatori, realizzato su un lato dei binari, è collegato al marciapiede tramite un sottopassaggio.
| 1 | ● Linea Tōbu Noda | per Nodashi, Kashiwa, Mutsumi, Shin-Kamagaya e Funabashi |
| 2 | ● Linea Tōbu Noda | per Kasukabe, Iwatsuki e Ōmiya                           |

## Stazioni adiacenti
| «              | Servizio   | »          |
| Linea Noda     | Linea Noda | Linea Noda |
| -------------- | ---------- | ---------- |
| Minami-Sakurai | Locale     | Nanakōdai  |